# Autorretrato (Tintoretto, París)
El Autorretrato es una pintura del pintor veneciano Tintoretto realizado hacia 1588 y conservado en el Museo del Louvre de París.

## Descripción
La obra, probablemente, es su último autorretrato, alrededor de los setenta años. Aparece de frente, con la barba y cabello grises.
El rostro indica una «densidad ósea y la profundidad de la expresión», viste un atuendo oscuro que casi se confunde con el fondo.
Antes de llegar al Louvre formó parte de la colección de María Antonieta en el palacio de Saint-Cloud en 1785.